# Onufry Hieronim Kunaszowski
Onufry Hieronim Kunaszowski herbu Radwan (ur. 1806 w Żeliborach, zm. 5 października 1885) – polski społecznik, leksykograf i poeta, powstaniec listopadowy.

## Życiorys
Wywodził się z rodu Kunaszowskich herbu Radwan. Urodził się 5 października 1806.
Podczas powstania listopadowego walczył jako oficer w Legii Wołyńsko-Rusko-Litewskiej, po czym wrócił do Żeliborów, gdzie udzielał się społecznie. Działał w Galicyjskim Towarzystwie Kredytowym, był wiceprezesem Towarzystwa Opieki nad Weteranami 1831 r., pisał artykuły do lwowskich gazet.
W 1848 wydał w Stanisławowie poemat Piotr Duńczyk ze Skrzynna. Wieść z XII wieku dedykowany uczestnikom Wiosny Ludów.
Autor słownika biograficznego powstańców listopadowych Życiorysy uczestników powstania listopadowego wydanego we Lwowie w 1880 roku.
Swój bogaty zbiór książek przekazał przed śmiercią do Biblioteki Ossolińskich.
Zmarł 5 października 1886. Został pochowany na Cmentarzu Łyczakowskim we Lwowie w kwaterze powstańców listopadowych zwanej kwaterą "Żelaznej Kompanii". Obok niego spoczęli żona i starszy brat Maksymilian (1812-1852, także powstaniec listopadowy).